# Alfred Manessier

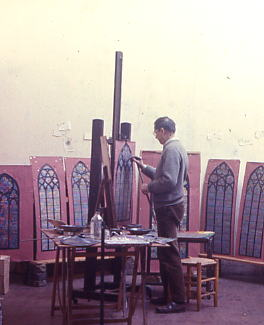
Alfred Manessier esegue vetrate per una chiesa protestante di Brême, 1968

Alfred Manessier (Saint-Ouen, 5 dicembre 1911 – Orléans, 1º agosto 1993) è stato un pittore, incisore, costumista e progettista di vetrate per chiese francese.

## Biografia
Alfred Manessier, artista eclettico, è noto soprattutto come pittore non figurativo ed è considerato uno dei Maestri della Scuola di Parigi. Fin dall'infanzia è stato influenzato dalla luminosità della Baia del fiume Somme e dai paesaggi della Piccardia: in molte sue tele si nota il riflesso dell'acqua dei fiumi e del litorale marino. Ha prediletto la pittura di Rembrandt - carica di luce e di colori - e da ragazzo ha copiato i dipinti di Rembrandt esposti al Louvre. Gradatamente la sua pittura è diventata astratta.
Dal 1947 ha prodotto vetrate, prima su richiesta della Commissione diocesana di arte sacra dell'arcidiocesi di Besançon, poi dei frati domenicani del convento Le Saulchoir. Nonostante queste esperienze artistiche, ha sempre rifiutato l'etichetta di pittore religioso. Dal 1956 - data della Rivoluzione ungherese - ha dipinto anche tele a soggetto politico, contro ogni genere di violenza: i fatti di Budapest gli ispirarono Requiems; altre tele ha dipinto per stigmatizzare la guerra di Algeria e la guerra del Vietnam, e per sostenere la lotta per i diritti dei neri americani. Realizzò anche tele in omaggio, a Miguel de Unamuno, a Martin Luther King. Le "bidonvilles" brasiliane gli ispirarono la serie di tele Favellas.
Ha viaggiato instancantamente, in Belgio, Olanda, Canada e in Provenza. Ha meritato il I premio di Pittura alla Biennale di San Paolo del Brasile nel 1953; il I premio di pittura dell'Università Carnegie-Mellon di Pittsburgh nel 1955, per l'olio Corona di spine; il premio internazionale dell'esposizione internazionale di Valencia e il premio per la pittura alla Biennale di Venezia del 1962.
Il 28 luglio 1993 è rimasto vittima di un incidente a Loiret. Ricoverato all'ospedale di Orléans, è morto pochi giorni dopo. Riposa nel cimitero del suo paese natale. Sua moglie Thérèse è morta nel 2000.

### Gli anni della formazione
I suoi genitori, Blanche e Nestor Manessier, vivevano ad Abbeville, dove Nestor faceva il contabile. Durante la I Guerra Mondiale Nestor partì per il fronte e il nonno Ovide si prese cura del nipotino e gli fece conoscere la Piccardia. Manessier ha così ricordato quel tempo: Accompagnavo mio nonno a favolose battute di pesca a Thuison, dove sono rimasto fino a otto anni. E questi otto anni furono per me un paradiso. [...] C'era la guerra - mi vergogno a dirlo - ma ho ricordi straordinari di luce, di incendi, di fuochi d'artificio, di scoppi, anche di mistero. Eravamo sempre in mezzo al mais, dentro la natura.
Nel 1919 il padre Nestor tornò dal fronte e morì la nonna Céline. Nel 1921, a Crotoy, Alfred Manessier scoprì la Baia della Somme. S'iscrisse alla scuola di belle arti di Amiens, città dove poco dopo lo raggiunsero i genitori. A Crotoy dipinse i primi acquarelli.
Gli diedero il soprannome di Manéo. Ebbe una esperienza come corista. Nel 1930, entrò nell'École nationale supérieure des beaux-arts di Parigi, nella sezione architettura e fu accolto nell'atelier di Alfred-Henri Recoura. Fu allievo dell'Académie Ranson. Ammirava Le Corbusier, studiava Tintoretto, Tiziano, Rubens e Auguste Renoir. In un Autoritratto, del 1928, si ispirò all'Autoritratto di Rembrandt del 1660, al Louvre.

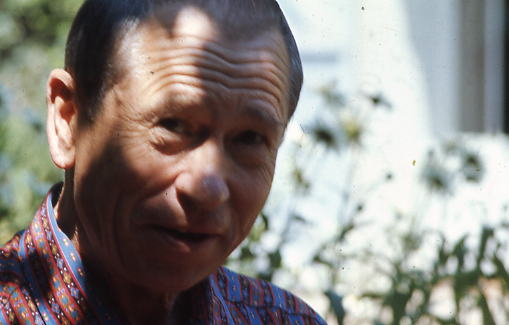
Alfred Manessier, 1971

### Il debutto
Durante un viaggio in Olanda, nel 1932, l'architetto Willem Marinus Dudok gli fece conoscere un'opera Piet Mondrian. Partecipò al "Salon des indépendants", nel 1934, con una Natura morta e un Paesaggio. Conobbe André Masson che stava partendo per la Guerra di Spagna. Manessier partecipò a manifestazioni contro il fascismo. Lavorò per un periodo nell'atelier di Roger Bissière, poi partì per il servizio militare.

### Nazismo e guerra
Nel 1937, insieme ad una cinquantina di artisti, fu impiegato nella decorazione del padiglione delle ferrovie, in vista dell'Esposizione universale 1937 delle Arti e della Tecnica, a Parigi. Cubismo e surrealismo influenzarono la sua arte, fin dal 1935. Ispirato da Pablo Picasso, da Max Ernst e da Giorgio De Chirico realizzò due tele surreali:  Les Lunatiques e Le Dernier cheval. Nel 1938 trasferì la residenza a Parigi e sposò Thérèse Simonet. La coppia abitava al numero 203 di rue de Vaugirard, accanto all'atelier di Gustave Singier.
Allo scoppio della guerra Alfred Manessier è stato arruolato, ma presto congedato. Raggiunse Thérèse che era presso Roger Bissière, a Boissiérettes (dipartimento di Lot), dove trovò lavoro in una tenuta agricola. Tornò a Parigi e partecipò ad esposizioni con Jean Vilar, Jean Desailly, Pierre Schaeffer.
Nel 1941 espose a una collettiva della galleria Braun, ma la manifestazione era tenuta sotto osservazione dalla censura nazista, che agiva contro l'arte degenerata. L'esposizione Venti giovani pittori di tradizione francese, organizzata da Jean Bazaine nel 1941 è stata la prima esposizione dell'avanguardia francese a Parigi, sotto l'occupazione tedesca.
Manessier dipinse nel 1942 Apocalypse, dopo un bombardamento britannico a Boulogne-Billancourt. La sua pittura conservava ancora tracce di arte figurativa, mescolata a cubismo, come nel L'Homme à la branche, 1942.
Nel 1942 viene dichiarata la cancellazione del sodalizio «Jeune France», cui Alfred Manessier partecipava.
Nel 1943 fu presente ad una collettiva alla Galerie de France. Accolse Singier nel 1944, nella sua casa nella Contea del Perche. Nel circondario si erano rifugiati anche altri amici artisti: Elvire Jan, Jean Le Moal, Jean Bertholle, lo scrittore Camille Bourniquel e gli scultori François Stahly e Étienne-Martin.
Manessier nel 1945 espose alla galleria Maurs - al Salon du renouveau - una Salve Regina, acquistata dal Museo di belle arti di Nantes. Dipinsee Les Cloches de Notre-Dame, per celebrare la liberazione di Parigi.

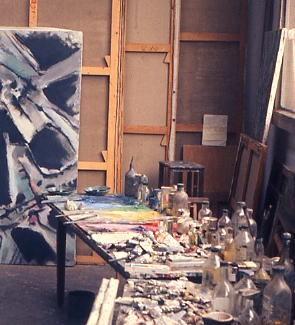
Alfred Manessier, atelier, 1969

### Arte sacra e arte astratta
Nel 1947, il canonico Lucien Ledeur, segretario della Commissione diocesana d'arte sacra, chiese a Manessier due vetrate, per la chiesa di sant'Agata dei Bréseux.
La chiesa, con le vetrate Paysage bleu e Paysage doré, fu inaugurata nel 1950. Per vetrate in chiese moderne Alfred Manessier utilizzava la tecnica della "dalle" di vetro, mentre in quelle antiche adottava la tecnica antica col piombo. I padri domenicani del convento Le Saulchoir gli chiesero un arazzo dipinto, con Cristo alla colonna, ora nel convento dei domenicani di Lilla.
Nel 1949 egli organizzò la sua prima personale, alla galleria Jeanne Bucher, esponendo anche sette litografie su temi pasquali. Nel 1976 fondò, con altri artisti, l'«Association pour la Défense des Vitraux de France»: tra i soci c'era il direttore della fabbrica di cristalli Saint-Gobain.
Nel 1960 creò i costumi per la messa in scena, con Jean Vilar, di La vita di Gakileo di Bertolt Brecht. A Roma ha realizzato nel 1960 decori e costumi per un balletto di Léonide Massine La Commedia umana, ispirato al Decameron.
Manessier dipinse Pietà, olio su tela, ora al Museo di Picacardia ad Amiens; Passione secondo San Matteo 1948, per il refettorio del convento domenicano di Saint-Jacques, a Parigi; Per la festa del Cristo Re 1952, Museum of Modern Art, di New York. Sette oli con le Maquettes des vitraux de l'Eglise des Bréseux 1948-1950, sono in Vaticano, nella Collezione d'arte religiosa moderna. Tra i paesaggi, Espace Matinal, 1949 è al Centro Georges Pompidou. La sua ultima opera, rimasta incompiuta, è la grande tela verticale Nostra amica morte secondo Wolfgang Amadeus Mozart.